# 依那古村
依那古村（いなこむら）は三重県名賀郡にあった村。現在の伊賀市中心部の南方、木津川両岸、伊賀鉄道伊賀線の沿線にあたる。

## 地理
- 河川：木津川、滝川

## 歴史
- 1889年（明治22年）4月1日 - 町村制の施行により、沖村・依那具村・市部村・才良村・上郡村・下郡村・森寺村の区域をもって伊賀郡依那古村が発足。
- 1896年（明治29年）4月1日 - 所属郡が名賀郡に変更。
- 1955年（昭和30年）1月1日 - 上野市に編入。同日依那古村廃止。

## 交通

### 鉄道路線
- 近畿日本鉄道
  - 伊賀線（現・伊賀鉄道伊賀線）
    - 猪田道駅 - 依那古駅 - 市部駅 - 丸山駅